# ناگه-نو-کاتا
ناگه-نو-کاتا (به ژاپنی: 投の形)-(به انگلیسی: Nage-no-kata) یکی از فنون و تکنیک‌های دستهٔ جودو و کاتا رشتهٔ ورزشی جودو است که در زیردستهٔ راندوری نو کاتا دسته‌بندی می‌شود. 